# Wiershop
Wiershop er en kommune i det nordlige Tyskland, beliggende i Amt Hohe Elbgeest under Kreis Herzogtum Lauenburg. Kreis Herzogtum Lauenburg ligger i delstaten Slesvig-Holsten.

## Geografi
Kommunen ligger ca. 29 km sydøst for Hamborg og ca. 10 km nordvest for Lauenburg. Ud over Wiershop ligger landsbyen Heidkaten i kommunen.